# Weg van Nederland

Weg van Nederland (littéralement « Loin des Pays-Bas ») est un jeu télévisé néerlandais diffusé en 2011 sur la chaîne VPRO.
Le principe de l'émission a créé une polémique. Les participants du jeu sont des demandeurs d'asile sur le point d'être expulsés des Pays-Bas. Ils doivent prouver leur connaissance de la culture néerlandaise pour remporter la somme de 4 000 euros.